# Phase de groupes de la Ligue Europa 2023-2024
Pour un article plus général, voir Ligue Europa 2023-2024.
Navigation
Phase finale
La phase de groupes de l'édition 2023-2024 de la Ligue Europa se déroule du 21 septembre au 14 décembre 2023. Un total de 32 équipes y prend part afin de désigner 16 des 24 participants à la phase finale.

## Tirage au sort
Le tirage au sort de la phase de groupes a lieu le 1er septembre 2023 à Monaco. Les trente-deux équipes participantes (le vainqueur de la Ligue Europa Conférence 2022-2023, 11 équipes provenant des 6 meilleures associations au classement UEFA, 10 vainqueurs des barrages, 4 équipes éliminées du troisième tour de qualification de la Ligue des champions et 6 équipes éliminées des barrages de la Ligue des champions) sont divisées en quatre chapeaux de huit équipes réparties en fonction de leur coefficient UEFA en 2022, et le vainqueur de la Ligue Europa Conférence 2022-2023 tête de série dans le chapeau 1,.
Celles-ci seront réparties en huit groupes de quatre équipes, avec comme restriction l'impossibilité pour deux équipes d'une même association de se rencontrer dans un groupe.
| Chapeau 1          | Chapeau 1 | Chapeau 2              | Chapeau 2 | Chapeau 3              | Chapeau 3 | Chapeau 4            | Chapeau 4 |
| ------------------ | --------- | ---------------------- | --------- | ---------------------- | --------- | -------------------- | --------- |
| West Ham United C4 | 50.000    | Sporting CP            | 52.500    | Molde FK Ch            | 24.000    | Toulouse FC C        | 12.232    |
| Liverpool FC       | 123.000   | Slavia Prague C        | 52.000    | Brighton & Hove Albion | 21.914    | AEK Athènes Ch       | 11.000    |
| AS Rome            | 97.000    | Stade rennais FC       | 44.000    | Sheriff Tiraspol Ch    | 19.500    | TSC Bačka Topola     | 6.475     |
| Ajax Amsterdam     | 89.000    | Olympiakos             | 39.000    | Union Saint-Gilloise   | 19.000    | Servette FC          | 6.335     |
| Villarreal CF      | 82.000    | Real Betis             | 37.000    | SC Fribourg            | 16.496    | Panathinaïkós        | 5.045     |
| Bayer Leverkusen   | 72.000    | LASK                   | 36.000    | Sparta Prague Ch       | 14.000    | Raków Częstochowa Ch | 5.000     |
| Atalanta Bergame   | 55.500    | Olympique de Marseille | 33.000    | Maccabi Haïfa Ch       | 13.000    | Aris Limassol Ch     | 4.895     |
| Rangers FC         | 54.000    | Qarabağ FK Ch          | 25.000    | Sturm Graz             | 12.500    | BK Häcken Ch         | 4.750     |

C4 : Vainqueur de la Ligue Europa Conférence
C : Vainqueur de la coupe nationale
Ch : Champion national
- Futur qualifié pour les huitièmes de finale
- Futur qualifié pour les barrages de la phase à élimination directe
- Futur repêché pour les barrages de la phase à élimination directe de la Ligue Europa Conférence

## Groupes
Dans chaque groupe, chaque équipe affronte les trois autres, à domicile et à l'extérieur suivant un format « toutes rondes », pour un total de six matchs chacun. Le premier se qualifie pour les huitièmes de finale, le deuxième est qualifié pour les barrages de la phase à élimination directe et affrontera les reversés de Ligue des champions, le troisième est reversé en Ligue Europa Conférence. La répartition des points est la suivante : 3 points pour une victoire, 1 point pour un match nul et 0 points pour une défaite.

### Critères de départage
En cas d’égalité de points de plusieurs équipes à l'issue des matches de groupe, les critères suivants sont appliqués dans l'ordre indiqué pour établir leur classement :
1. plus grand nombre de points obtenus dans les matches du groupe disputés entre les équipes concernées ;
2. meilleure différence de buts dans les matches du groupe disputés entre les équipes concernées ;
3. plus grand nombre de buts marqués dans les matches du groupe disputés entre les équipes concernées ;
4. plus grand nombre de buts marqués à l’extérieur dans les matches du groupe disputés entre les équipes concernées ;
5. si, après l’application des critères 1 à 4, plusieurs équipes sont toujours à égalité, les critères 1 à 4 sont à nouveau appliqués exclusivement aux matches entre les équipes concernées afin de déterminer leur classement final. Si cette procédure ne donne pas de résultat, les critères 6 à 12 s’appliquent ;
6. meilleure différence de buts dans tous les matches du groupe ;
7. plus grand nombre de buts marqués dans tous les matches du groupe ;
8. plus grand nombre de buts marqués à l’extérieur dans tous les matches du groupe ;
9. plus grand nombre de victoires dans tous les matches du groupe ;
10. plus grand nombre de victoires à l'extérieur dans tous les matches du groupe ;
11. total le plus faible de points disciplinaires sur la base uniquement des cartons jaunes et des cartons rouges reçus durant tous les matches du groupe (carton rouge = 3 points, carton jaune = 1 point, expulsion pour deux cartons jaunes au cours d'un match = 3 points) ;
12. meilleur coefficient de club.

Légende des classements
- Qualifié pour les huitièmes de finale
- Qualifié pour les barrages de la phase à élimination directe
- Repêché en barrages de la phase à élimination directe de la Ligue Europa Conférence

Légende des résultats
- Victoire à domicile
- Match nul
- Victoire à l'extérieur

#### Groupe A
| Rang | Équipe           | Pts | J | G | N | P | Bp | Bc | Diff |  | Résultats (▼ dom., ► ext.) |     |     |     |     |
| ---- | ---------------- | --- | - | - | - | - | -- | -- | ---- |  | -------------------------- | --- | --- | --- | --- |
| 1    | West Ham United  | 15  | 6 | 5 | 0 | 1 | 10 | 4  | +6   |  | West Ham United            |     | 2-0 | 1-0 | 3-1 |
| 2    | SC Fribourg      | 12  | 6 | 4 | 0 | 2 | 17 | 7  | +10  |  | SC Fribourg                | 1-2 |     | 5-0 | 5-0 |
| 3    | Olympiakós       | 7   | 6 | 2 | 1 | 3 | 11 | 14 | -3   |  | Olympiakós                 | 2-1 | 2-3 |     | 5-2 |
| 4    | TSC Bačka Topola | 1   | 6 | 0 | 1 | 5 | 6  | 19 | -13  |  | TSC Bačka Topola           | 0-1 | 1-3 | 2-2 |     |

| 1re journée                  | West Ham United                             | 3 - 1   | TSC Bačka Topola | Stade de Londres, Londres                                                        |                                                                                  |
| 21 septembre 2023 21h00 CEST | Petrović 66e (csc) · Kudus 70e · Souček 82e | (0 - 0) | 48e Stanić       | Spectateurs : 41 374 Arbitrage : Filip Glova Arbitre vidéo : Alejandro Hernández | Spectateurs : 41 374 Arbitrage : Filip Glova Arbitre vidéo : Alejandro Hernández |
| 21 septembre 2023 21h00 CEST | Kehrer 41e                                  | Rapport | 32e Kuveljić     | Spectateurs : 41 374 Arbitrage : Filip Glova Arbitre vidéo : Alejandro Hernández | Spectateurs : 41 374 Arbitrage : Filip Glova Arbitre vidéo : Alejandro Hernández |

| 1re journée                  | Olympiakós                 | 2 - 3   | SC Fribourg                                  | Stade Karaïskakis, Le Pirée                                                   |                                                                               |
| 21 septembre 2023 21h00 CEST | El Kaabi 40e 75e           | (1 - 2) | 9e Sallai · 45+7e (pen.) Grifo · 86e Philipp | Spectateurs : 30 056 Arbitrage : Allard Lindhout Arbitre vidéo : Clay Ruperti | Spectateurs : 30 056 Arbitrage : Allard Lindhout Arbitre vidéo : Clay Ruperti |
| 21 septembre 2023 21h00 CEST | El Kaabi 35e · Podence 86e | Rapport | 25e Höler · 52e Schmidt · 69e Sallai         | Spectateurs : 30 056 Arbitrage : Allard Lindhout Arbitre vidéo : Clay Ruperti | Spectateurs : 30 056 Arbitrage : Allard Lindhout Arbitre vidéo : Clay Ruperti |

| 2e journée                | SC Fribourg | 1 - 2   | West Ham United         | Stadion am Wolfswinkel, Fribourg-en-Brisgau                                       |                                                                                   |
| 5 octobre 2023 18h45 CEST | Sallai 49e  | (0 - 1) | 8e Paquetá · 66e Aguerd | Spectateurs : 34 100 Arbitrage : Mohammed Al-Hakim Arbitre vidéo : Jérôme Brisard | Spectateurs : 34 100 Arbitrage : Mohammed Al-Hakim Arbitre vidéo : Jérôme Brisard |
| 5 octobre 2023 18h45 CEST | Höfler 25e  | Rapport | 48e Álvarez             | Spectateurs : 34 100 Arbitrage : Mohammed Al-Hakim Arbitre vidéo : Jérôme Brisard | Spectateurs : 34 100 Arbitrage : Mohammed Al-Hakim Arbitre vidéo : Jérôme Brisard |

| 2e journée                | TSC Bačka Topola           | 2 - 2   | Olympiakós                 | TSC Arena, Bačka Topola                                                      |                                                                              |
| 5 octobre 2023 18h45 CEST | Đakovac 63e · Pantović 90e | (0 - 1) | 16e Masoúras · 57e Podence | Spectateurs : 3 778 Arbitrage : Benoît Bastien Arbitre vidéo : Benoît Millot | Spectateurs : 3 778 Arbitrage : Benoît Bastien Arbitre vidéo : Benoît Millot |
| 5 octobre 2023 18h45 CEST | Petrović 90+3e             | Rapport | 71e Ntoi · 85e Paschalákis | Spectateurs : 3 778 Arbitrage : Benoît Bastien Arbitre vidéo : Benoît Millot | Spectateurs : 3 778 Arbitrage : Benoît Bastien Arbitre vidéo : Benoît Millot |

| 3e journée                 | Olympiakós                                                                      | 2 - 1   | West Ham United                                       | Stade Karaïskakis, Le Pirée                                                     |                                                                                 |
| 26 octobre 2023 18h45 CEST | Fortoúnis 33e · Rodinei 45+1e                                                   | (2 - 0) | 87e Paquetá                                           | Spectateurs : 30 623 Arbitrage : Andris Treimanis Arbitre vidéo : Dennis Higler | Spectateurs : 30 623 Arbitrage : Andris Treimanis Arbitre vidéo : Dennis Higler |
| 26 octobre 2023 18h45 CEST | Rétsos 47e · Alexandrópoulos 65e · Camara 82e · Masoúras 90+3e · Tzolákis 90+9e | Rapport | 64e Paquetá · 66e Emerson · 76e Antonio · 88e Ogbonna | Spectateurs : 30 623 Arbitrage : Andris Treimanis Arbitre vidéo : Dennis Higler | Spectateurs : 30 623 Arbitrage : Andris Treimanis Arbitre vidéo : Dennis Higler |

| 3e journée                 | TSC Bačka Topola                             | 1 - 3   | SC Fribourg              | TSC Arena, Bačka Topola                                                     |                                                                             |
| 26 octobre 2023 18h45 CEST | Petrović 13e                                 | (1 - 0) | 49e (pen.) 59e 73e Grifo | Spectateurs : 3 400 Arbitrage : Aliyar Aghayev Arbitre vidéo : Alper Ulusoy | Spectateurs : 3 400 Arbitrage : Aliyar Aghayev Arbitre vidéo : Alper Ulusoy |
| 26 octobre 2023 18h45 CEST | Cvetković 60e · Vlalukin 88e · Čalušić 90+2e | Rapport | 88e Lienhart             | Spectateurs : 3 400 Arbitrage : Aliyar Aghayev Arbitre vidéo : Alper Ulusoy | Spectateurs : 3 400 Arbitrage : Aliyar Aghayev Arbitre vidéo : Alper Ulusoy |

| 4e journée                 | SC Fribourg                                                       | 5 - 0   | TSC Bačka Topola | Stadion am Wolfswinkel, Fribourg-en-Brisgau                                      |                                                                                  |
| 9 novembre 2023 21h00 CEST | Röhl 24e · Eggestein 56e · Weißhaupt 69e · Adamu 80e · Doan 90+2e | (1 - 0) |                  | Spectateurs : 31 700 Arbitrage : Rohit Saggi Arbitre vidéo : Massimiliano Irrati | Spectateurs : 31 700 Arbitrage : Rohit Saggi Arbitre vidéo : Massimiliano Irrati |
| 9 novembre 2023 21h00 CEST | Lienhart 39e                                                      | Rapport | 29e Vlalukin     | Spectateurs : 31 700 Arbitrage : Rohit Saggi Arbitre vidéo : Massimiliano Irrati | Spectateurs : 31 700 Arbitrage : Rohit Saggi Arbitre vidéo : Massimiliano Irrati |

| 4e journée                 | West Ham United                       | 1 - 0   | Olympiakós                                                | Stade de Londres, Londres                                                    |                                                                              |
| 9 novembre 2023 21h00 CEST | Paquetá 73e                           | (0 - 0) |                                                           | Spectateurs : 55 811 Arbitrage : Matej Jug Arbitre vidéo : Christian Dingert | Spectateurs : 55 811 Arbitrage : Matej Jug Arbitre vidéo : Christian Dingert |
| 9 novembre 2023 21h00 CEST | Álvarez 19e · Kudus 28e · Bowen 90+4e | Rapport | 38e Podence · 83e Porozo · 90+2e Fortoúnis · 90+4e Camara | Spectateurs : 55 811 Arbitrage : Matej Jug Arbitre vidéo : Christian Dingert | Spectateurs : 55 811 Arbitrage : Matej Jug Arbitre vidéo : Christian Dingert |

| 5e journée                  | SC Fribourg                                      | 5 - 0   | Olympiakós                          | Stadion am Wolfswinkel, Fribourg-en-Brisgau                              |                                                                          |
| 30 novembre 2023 18h45 CEST | Gregoritsch 3e 8e 36e · Sildillia 42e · Doan 77e | (4 - 0) |                                     | Spectateurs : 34 000 Arbitrage : Irfan Peljto Arbitre vidéo : Ivan Bebek | Spectateurs : 34 000 Arbitrage : Irfan Peljto Arbitre vidéo : Ivan Bebek |
| 30 novembre 2023 18h45 CEST |                                                  | Rapport | 34e Hezze · 57e Rétsos · 82e Iborra | Spectateurs : 34 000 Arbitrage : Irfan Peljto Arbitre vidéo : Ivan Bebek | Spectateurs : 34 000 Arbitrage : Irfan Peljto Arbitre vidéo : Ivan Bebek |

| 5e journée                  | TSC Bačka Topola           | 0 - 1   | West Ham United           | TSC Arena, Bačka Topola                                                      |                                                                              |
| 30 novembre 2023 18h45 CEST |                            | (0 - 0) | 89e Souček                | Spectateurs : 4 256 Arbitrage : Allard Lindhout Arbitre vidéo : Clay Ruperti | Spectateurs : 4 256 Arbitrage : Allard Lindhout Arbitre vidéo : Clay Ruperti |
| 30 novembre 2023 18h45 CEST | Petrovic 45e · Čalušić 63e | Rapport | 55e Fornals · 87e Emerson | Spectateurs : 4 256 Arbitrage : Allard Lindhout Arbitre vidéo : Clay Ruperti | Spectateurs : 4 256 Arbitrage : Allard Lindhout Arbitre vidéo : Clay Ruperti |

| 6e journée                  | West Ham United         | 2 - 0   | SC Fribourg | Stade de Londres, Londres                                                    |                                                                              |
| 14 décembre 2023 21h00 CEST | Kudus 14e · Álvarez 42e | (2 - 0) |             | Spectateurs : 48 876 Arbitrage : João Pinheiro Arbitre vidéo : Tiago Martins | Spectateurs : 48 876 Arbitrage : João Pinheiro Arbitre vidéo : Tiago Martins |
| 14 décembre 2023 21h00 CEST | Rapport                 |         |             | Spectateurs : 48 876 Arbitrage : João Pinheiro Arbitre vidéo : Tiago Martins | Spectateurs : 48 876 Arbitrage : João Pinheiro Arbitre vidéo : Tiago Martins |

| 6e journée                  | Olympiakós                                                     | 5 - 2   | TSC Bačka Topola                                     | Stade Karaïskakis, Le Pirée                                                |                                                                            |
| 14 décembre 2023 21h00 CEST | El Kaabi 21e · Podence 40e 42e · Ilić 46e (csc) · El-Arabi 67e | (3 - 0) | 48e Đakovac · 60e Ćirković                           | Spectateurs : 20 Arbitrage : Morten Krogh Arbitre vidéo : Maurizio Mariani | Spectateurs : 20 Arbitrage : Morten Krogh Arbitre vidéo : Maurizio Mariani |
| 14 décembre 2023 21h00 CEST |                                                                | Rapport | 30e, 60e Kuveljić · 50e Radin · 75e Sós · 81e Krstić | Spectateurs : 20 Arbitrage : Morten Krogh Arbitre vidéo : Maurizio Mariani | Spectateurs : 20 Arbitrage : Morten Krogh Arbitre vidéo : Maurizio Mariani |

#### Groupe B
| Rang | Équipe                 | Pts | J | G | N | P | Bp | Bc | Diff |  | Résultats (▼ dom., ► ext.) |     |     |     |     |
| ---- | ---------------------- | --- | - | - | - | - | -- | -- | ---- |  | -------------------------- | --- | --- | --- | --- |
| 1    | Brighton & Hove Albion | 13  | 6 | 4 | 1 | 1 | 10 | 5  | +5   |  | Brighton & Hove Albion     |     | 1-0 | 2-0 | 2-3 |
| 2    | Olympique de Marseille | 11  | 6 | 3 | 2 | 1 | 14 | 10 | +4   |  | Olympique de Marseille     | 2-2 |     | 4-3 | 3-1 |
| 3    | Ajax Amsterdam         | 5   | 6 | 1 | 2 | 3 | 10 | 13 | -3   |  | Ajax Amsterdam             | 0-2 | 3-3 |     | 3-1 |
| 4    | AEK Athènes            | 4   | 6 | 1 | 1 | 4 | 6  | 12 | -6   |  | AEK Athènes                | 0-1 | 0-2 | 1-1 |     |

| 1re journée                  | Ajax Amsterdam                        | 3 - 3   | Olympique de Marseille          | Johan Cruyff Arena, Amsterdam                                                       |                                                                                     |
| 21 septembre 2023 21h00 CEST | Borges 9e · Berghuis 20e · Taylor 52e | (2 - 2) | 23e Clauss · 38e 78e Aubameyang | Spectateurs : 53 000 Arbitrage : Maurizio Mariani Arbitre vidéo : Aleandro Di Paolo | Spectateurs : 53 000 Arbitrage : Maurizio Mariani Arbitre vidéo : Aleandro Di Paolo |
| 21 septembre 2023 21h00 CEST | Berghuis 22e · Vos 55e, 90+1e         | Rapport | 90+4e Gigot                     | Spectateurs : 53 000 Arbitrage : Maurizio Mariani Arbitre vidéo : Aleandro Di Paolo | Spectateurs : 53 000 Arbitrage : Maurizio Mariani Arbitre vidéo : Aleandro Di Paolo |

| 1re journée                  | Brighton & Hove Albion                                   | 2 - 3   | AEK Athènes | Brighton & Hove Community Stadium, Brighton                                          |                                                                                      |
| 21 septembre 2023 21h00 CEST | João Pedro 30e (pen.) 67e (pen.)                         | (1 - 2) | 11e Sidibé · 40e Gaćinović · 84e Ponce                                                                                   | Spectateurs : 30 178 Arbitrage : Kristo Tohver Arbitre vidéo : Juan Martínez Munuera | Spectateurs : 30 178 Arbitrage : Kristo Tohver Arbitre vidéo : Juan Martínez Munuera |
| 21 septembre 2023 21h00 CEST | Igor 48e · Estupiñán 66e · van Hecke 76e · Welbeck 90+4e | Rapport | 47e Sidibé · 66e Mitoglou · 67e Szymański · 69e Ponce · 72e Gaćinović · 90e Eliasson · 90+8e Mántalos · 90+10e Mohammadi | Spectateurs : 30 178 Arbitrage : Kristo Tohver Arbitre vidéo : Juan Martínez Munuera | Spectateurs : 30 178 Arbitrage : Kristo Tohver Arbitre vidéo : Juan Martínez Munuera |

| 2e journée                | Olympique de Marseille              | 2 - 2   | Brighton & Hove Albion                  | Stade Vélodrome, Marseille                                                  |                                                                             |
| 5 octobre 2023 18h45 CEST | Mbemba 19e · Veretout 20e           | (2 - 0) | 55e Groß · 88e (pen.) João Pedro        | Spectateurs : 63 465 Arbitrage : Mykola Balakin Arbitre vidéo : Piotr Lasyk | Spectateurs : 63 465 Arbitrage : Mykola Balakin Arbitre vidéo : Piotr Lasyk |
| 5 octobre 2023 18h45 CEST | Sarr 84e · Clauss 87e · Balerdi 89e | Rapport | 87e Dunk · 87e Veltman · 90+5e Ferguson | Spectateurs : 63 465 Arbitrage : Mykola Balakin Arbitre vidéo : Piotr Lasyk | Spectateurs : 63 465 Arbitrage : Mykola Balakin Arbitre vidéo : Piotr Lasyk |

| 2e journée                | AEK Athènes                                      | 1 - 1   | Ajax Amsterdam           | Stade Agiá Sofiá, Athènes                                               |                                                                         |
| 5 octobre 2023 18h45 CEST | Vida 75e                                         | (0 - 1) | 30e (pen.) Bergwijn      | Spectateurs : 29 524 Arbitrage : Matej Jug Arbitre vidéo : Paolo Valeri | Spectateurs : 29 524 Arbitrage : Matej Jug Arbitre vidéo : Paolo Valeri |
| 5 octobre 2023 18h45 CEST | Vida 40e · Pineda 52e · Araujo 90e · Amrabat 90e | Rapport | 56e Brobbey · 61e Šutalo | Spectateurs : 29 524 Arbitrage : Matej Jug Arbitre vidéo : Paolo Valeri | Spectateurs : 29 524 Arbitrage : Matej Jug Arbitre vidéo : Paolo Valeri |

| 3e journée                 | Olympique de Marseille                               | 3 - 1   | AEK Athènes                                                         | Stade Vélodrome, Marseille                                                           |                                                                                      |
| 26 octobre 2023 18h45 CEST | Vitinha 27e · Harit 60e (pen.) · Veretout 69e (pen.) | (1 - 0) | 53e Pineda                                                          | Spectateurs : 65 092 Arbitrage : Daniel Stefański Arbitre vidéo : Tomasz Kwiatkowski | Spectateurs : 65 092 Arbitrage : Daniel Stefański Arbitre vidéo : Tomasz Kwiatkowski |
| 26 octobre 2023 18h45 CEST | Balerdi 26e · Clauss 32e                             | Rapport | 11e Sidibé · 45+4e Róta · 59e Stankovic · 69e Amrabat · 83e Jønsson | Spectateurs : 65 092 Arbitrage : Daniel Stefański Arbitre vidéo : Tomasz Kwiatkowski | Spectateurs : 65 092 Arbitrage : Daniel Stefański Arbitre vidéo : Tomasz Kwiatkowski |

| 3e journée                 | Brighton & Hove Albion     | 2 - 0   | Ajax Amsterdam | Brighton & Hove Community Stadium, Brighton                                     |                                                                                 |
| 26 octobre 2023 21h00 CEST | João Pedro 42e · Fati 53e  | (1 - 0) |                | Spectateurs : 30 540 Arbitrage : Bartosz Frankowski Arbitre vidéo : Piotr Lasyk | Spectateurs : 30 540 Arbitrage : Bartosz Frankowski Arbitre vidéo : Piotr Lasyk |
| 26 octobre 2023 21h00 CEST | Mitoma 22e · van Hecke 31e | Rapport |                | Spectateurs : 30 540 Arbitrage : Bartosz Frankowski Arbitre vidéo : Piotr Lasyk | Spectateurs : 30 540 Arbitrage : Bartosz Frankowski Arbitre vidéo : Piotr Lasyk |

| 4e journée                 | Ajax Amsterdam | 0 - 2   | Brighton & Hove Albion         | Johan Cruyff Arena, Amsterdam                                                     |                                                                                   |
| 9 novembre 2023 18h45 CEST |                | (0 - 1) | 15e Fati · 53e Adingra         | Spectateurs : 52 095 Arbitrage : Nikola Dabanović Arbitre vidéo : Bastian Dankert | Spectateurs : 52 095 Arbitrage : Nikola Dabanović Arbitre vidéo : Bastian Dankert |
| 9 novembre 2023 18h45 CEST |                | Rapport | 33e João Pedro · 69e van Hecke | Spectateurs : 52 095 Arbitrage : Nikola Dabanović Arbitre vidéo : Bastian Dankert | Spectateurs : 52 095 Arbitrage : Nikola Dabanović Arbitre vidéo : Bastian Dankert |

| 4e journée                 | AEK Athènes               | 0 - 2   | Olympique de Marseille  | Stade Agiá Sofiá, Athènes                                                      |                                                                                |
| 9 novembre 2023 21h00 CEST |                           | (0 - 1) | 25e Mbemba · 90+3e Sarr | Spectateurs : 30 530 Arbitrage : Glenn Nyberg Arbitre vidéo : Guillermo Cuadra | Spectateurs : 30 530 Arbitrage : Glenn Nyberg Arbitre vidéo : Guillermo Cuadra |
| 9 novembre 2023 21h00 CEST | Gaćinović 28e · Ponce 66e | Rapport | 45+3e Vitinha           | Spectateurs : 30 530 Arbitrage : Glenn Nyberg Arbitre vidéo : Guillermo Cuadra | Spectateurs : 30 530 Arbitrage : Glenn Nyberg Arbitre vidéo : Guillermo Cuadra |

| 5e journée                  | AEK Athènes                    | 0 - 1   | Brighton & Hove Albion | Stade Agiá Sofiá, Athènes                                                       |                                                                                 |
| 30 novembre 2023 18h45 CEST |                                | (0 - 0) | 55e (pen.) João Pedro  | Spectateurs : 30 520 Arbitrage : Sandro Schärer Arbitre vidéo : Lukas Fähndrich | Spectateurs : 30 520 Arbitrage : Sandro Schärer Arbitre vidéo : Lukas Fähndrich |
| 30 novembre 2023 18h45 CEST | Gaćinović 27e, 65e · Zuber 63e | Rapport | 12e Veltman            | Spectateurs : 30 520 Arbitrage : Sandro Schärer Arbitre vidéo : Lukas Fähndrich | Spectateurs : 30 520 Arbitrage : Sandro Schärer Arbitre vidéo : Lukas Fähndrich |

| 5e journée                  | Olympique de Marseille                             | 4 - 3   | Ajax Amsterdam                                                       | Stade Vélodrome, Marseille                                                        |                                                                                   |
| 30 novembre 2023 21h00 CEST | Aubameyang 9e (pen.) 47e 90+3e (pen.) · Mbemba 26e | (2 - 2) | 10e 30e Brobbey · 69e Akpom                                          | Spectateurs : 60 638 Arbitrage : Simone Sozza Arbitre vidéo : Massimiliano Irrati | Spectateurs : 60 638 Arbitrage : Simone Sozza Arbitre vidéo : Massimiliano Irrati |
| 30 novembre 2023 21h00 CEST | Lodi 69e · Sarr 90e                                | Rapport | 63e Berghuis · 71e Taylor · 76e Hlynsson · 90+3e Rensch · 90+8e Hato | Spectateurs : 60 638 Arbitrage : Simone Sozza Arbitre vidéo : Massimiliano Irrati | Spectateurs : 60 638 Arbitrage : Simone Sozza Arbitre vidéo : Massimiliano Irrati |

| 6e journée                  | Ajax Amsterdam                                | 3 - 1   | AEK Athènes                             | Johan Cruyff Arena, Amsterdam                                            |                                                                          |
| 14 décembre 2023 21h00 CEST | Akpom 5e 56e · Taylor 20e                     | (2 - 1) |                                         | Spectateurs : 53 926 Arbitrage : Craig Pawson Arbitre vidéo : Fedayi San | Spectateurs : 53 926 Arbitrage : Craig Pawson Arbitre vidéo : Fedayi San |
| 14 décembre 2023 21h00 CEST | Brobbey 8e · Sosa 10e · Hato 54e · Šutalo 76e | Rapport | 15e Amrabat · 35e Vida · 45+2e Moukoudi | Spectateurs : 53 926 Arbitrage : Craig Pawson Arbitre vidéo : Fedayi San | Spectateurs : 53 926 Arbitrage : Craig Pawson Arbitre vidéo : Fedayi San |

| 6e journée                  | Brighton & Hove Albion                                   | 1 - 0   | Olympique de Marseille               | Brighton & Hove Community Stadium, Brighton                                               |                                                                                           |
| 14 décembre 2023 21h00 CEST | João Pedro 88e                                           | (0 - 0) |                                      | Spectateurs : 30 214 Arbitrage : José María Sánchez Arbitre vidéo : Juan Martínez Munuera | Spectateurs : 30 214 Arbitrage : José María Sánchez Arbitre vidéo : Juan Martínez Munuera |
| 14 décembre 2023 21h00 CEST | Lallana 79e · Mitoma 84e · João Pedro 89e · Steele 90+5e | Rapport | 75e Mbemba · 79e Ounahi · 90+4e Sarr | Spectateurs : 30 214 Arbitrage : José María Sánchez Arbitre vidéo : Juan Martínez Munuera | Spectateurs : 30 214 Arbitrage : José María Sánchez Arbitre vidéo : Juan Martínez Munuera |

#### Groupe C
| Rang | Équipe        | Pts | J | G | N | P | Bp | Bc | Diff |  | Résultats (▼ dom., ► ext.) |     |     |     |     |
| ---- | ------------- | --- | - | - | - | - | -- | -- | ---- |  | -------------------------- | --- | --- | --- | --- |
| 1    | Rangers FC    | 11  | 6 | 3 | 2 | 1 | 8  | 6  | +2   |  | Rangers FC                 |     | 2-1 | 1-0 | 1-1 |
| 2    | Sparta Prague | 10  | 6 | 3 | 1 | 2 | 9  | 7  | +2   |  | Sparta Prague              | 0-0 |     | 1-0 | 3-2 |
| 3    | Real Betis    | 9   | 6 | 3 | 0 | 3 | 9  | 7  | +2   |  | Real Betis                 | 2-3 | 2-1 |     | 4-1 |
| 4    | Aris Limassol | 4   | 6 | 1 | 1 | 4 | 7  | 13 | -6   |  | Aris Limassol              | 2-1 | 1-3 | 0-1 |     |

| 1re journée                  | Sparta Prague                          | 3 - 2   | Aris Limassol                    | Stade Letná, Prague                                                             |                                                                                 |
| 21 septembre 2023 21h00 CEST | Krejčí 20e 25e · Vitík 67e             | (2 - 1) | 11e (pen.) Kokorin · 90e Babicka | Spectateurs : 17 371 Arbitrage : Jérôme Brisard Arbitre vidéo : Eric Wattellier | Spectateurs : 17 371 Arbitrage : Jérôme Brisard Arbitre vidéo : Eric Wattellier |
| 21 septembre 2023 21h00 CEST | Krejčí 9e · Sørensen 70e · Pavelka 87e | Rapport | 70e Kokorin                      | Spectateurs : 17 371 Arbitrage : Jérôme Brisard Arbitre vidéo : Eric Wattellier | Spectateurs : 17 371 Arbitrage : Jérôme Brisard Arbitre vidéo : Eric Wattellier |

| 1re journée                  | Rangers FC  | 1 - 0   | Real Betis                           | Ibrox Stadium, Glasgow                                                              |                                                                                     |
| 21 septembre 2023 21h00 CEST | Sima 68e    | (0 - 0) |                                      | Spectateurs : 45 634 Arbitrage : Lawrence Visser Arbitre vidéo : Bram Van Driessche | Spectateurs : 45 634 Arbitrage : Lawrence Visser Arbitre vidéo : Bram Van Driessche |
| 21 septembre 2023 21h00 CEST | Goldson 65e | Rapport | 54e Batra · 69e Bravo · 81e Pezzella | Spectateurs : 45 634 Arbitrage : Lawrence Visser Arbitre vidéo : Bram Van Driessche | Spectateurs : 45 634 Arbitrage : Lawrence Visser Arbitre vidéo : Bram Van Driessche |

| 2e journée                | Real Betis                                            | 2 - 1   | Sparta Prague                                | Stade Benito-Villamarín, Séville                                              |                                                                               |
| 5 octobre 2023 18h45 CEST | Diao 9e · Isco 79e                                    | (1 - 1) | 3e Birmančević                               | Spectateurs : 45 037 Arbitrage : Duje Strukan Arbitre vidéo : Nejc Kajtazovic | Spectateurs : 45 037 Arbitrage : Duje Strukan Arbitre vidéo : Nejc Kajtazovic |
| 5 octobre 2023 18h45 CEST | Rodríguez 11e · Diao 45+4e · Ruibal 58e · Abner 90+2e | Rapport | 15e Haraslín · 45+5e Birmančević · 75e Ryneš | Spectateurs : 45 037 Arbitrage : Duje Strukan Arbitre vidéo : Nejc Kajtazovic | Spectateurs : 45 037 Arbitrage : Duje Strukan Arbitre vidéo : Nejc Kajtazovic |

| 2e journée                | Aris Limassol                                     | 2 - 1   | Rangers FC             | Alphamega Stadium, Limassol                                                   |                                                                               |
| 5 octobre 2023 18h45 CEST | Moucketou-Moussounda 9e · Babicka 59e             | (1 - 0) | 70e Sima               | Spectateurs : 3 911 Arbitrage : Horațiu Feșnic Arbitre vidéo : Ovidiu Haţegan | Spectateurs : 3 911 Arbitrage : Horațiu Feșnic Arbitre vidéo : Ovidiu Haţegan |
| 5 octobre 2023 18h45 CEST | Moucketou-Moussounda 29e · Boakye 52e · Gomis 75e | Rapport | 50e Sima · 64e Dessers | Spectateurs : 3 911 Arbitrage : Horațiu Feșnic Arbitre vidéo : Ovidiu Haţegan | Spectateurs : 3 911 Arbitrage : Horațiu Feșnic Arbitre vidéo : Ovidiu Haţegan |

| 3e journée                 | Sparta Prague | 0 - 0   | Rangers FC                                          | Stade Letná, Prague                                                            |                                                                                |
| 26 octobre 2023 18h45 CEST |               | (0 - 0) |                                                     | Spectateurs : 18 250 Arbitrage : Sascha Stegemann Arbitre vidéo : Sören Storks | Spectateurs : 18 250 Arbitrage : Sascha Stegemann Arbitre vidéo : Sören Storks |
| 26 octobre 2023 18h45 CEST | Panák 60e     | Rapport | 17e Cantwell · 26e Souttar · 63e Goldson · 82e Sima | Spectateurs : 18 250 Arbitrage : Sascha Stegemann Arbitre vidéo : Sören Storks | Spectateurs : 18 250 Arbitrage : Sascha Stegemann Arbitre vidéo : Sören Storks |

| 3e journée                 | Aris Limassol             | 0 - 1   | Real Betis                 | Alphamega Stadium, Limassol                                               |                                                                           |
| 26 octobre 2023 18h45 CEST |                           | (0 - 0) | 75e Pérez                  | Spectateurs : 3 945 Arbitrage : Filip Glova Arbitre vidéo : Michal Ocenáš | Spectateurs : 3 945 Arbitrage : Filip Glova Arbitre vidéo : Michal Ocenáš |
| 26 octobre 2023 18h45 CEST | Bengtsson 28e · Gomis 55e | Rapport | 60e Pérez · 90+3e Guardado | Spectateurs : 3 945 Arbitrage : Filip Glova Arbitre vidéo : Michal Ocenáš | Spectateurs : 3 945 Arbitrage : Filip Glova Arbitre vidéo : Michal Ocenáš |

| 4e journée                 | Real Betis                                           | 4 - 1   | Aris Limassol | Stade Benito-Villamarín, Séville                                                 |                                                                                  |
| 9 novembre 2023 21h00 CEST | Iglesias 34e · Ruibal 64e · Roca 79e · Ez Abde 90+4e | (1 - 0) | 84e Kokorin   | Spectateurs : 41 768 Arbitrage : Mohammed Al-Hakim Arbitre vidéo : Benoît Millot | Spectateurs : 41 768 Arbitrage : Mohammed Al-Hakim Arbitre vidéo : Benoît Millot |
| 9 novembre 2023 21h00 CEST | Rodríguez 77e                                        | Rapport | 71e Struski   | Spectateurs : 41 768 Arbitrage : Mohammed Al-Hakim Arbitre vidéo : Benoît Millot | Spectateurs : 41 768 Arbitrage : Mohammed Al-Hakim Arbitre vidéo : Benoît Millot |

| 4e journée                 | Rangers FC                                                  | 2 - 1   | Sparta Prague                                       | Ibrox Stadium, Glasgow                                                       |                                                                              |
| 9 novembre 2023 21h00 CEST | Danilo 12e · Cantwell 20e                                   | (2 - 0) | 76e Haraslín                                        | Spectateurs : 48 838 Arbitrage : Davide Massa Arbitre vidéo : Marco Di Bello | Spectateurs : 48 838 Arbitrage : Davide Massa Arbitre vidéo : Marco Di Bello |
| 9 novembre 2023 21h00 CEST | Barišić 58e · Tavernier 89e · Lammers 90+3e · Goldson 90+9e | Rapport | 37e Gomez · 45+1e Vitík · 79e Laçi · 90+5e Preciado | Spectateurs : 48 838 Arbitrage : Davide Massa Arbitre vidéo : Marco Di Bello | Spectateurs : 48 838 Arbitrage : Davide Massa Arbitre vidéo : Marco Di Bello |

| 5e journée                  | Sparta Prague   | 1 - 0   | Real Betis                                                | Stade Letná, Prague                                                           |                                                                               |
| 30 novembre 2023 18h45 CEST | Haraslin 54e    | (0 - 0) |                                                           | Spectateurs : 18 095 Arbitrage : Nikola Dabanović Arbitre vidéo : Mario Zebec | Spectateurs : 18 095 Arbitrage : Nikola Dabanović Arbitre vidéo : Mario Zebec |
| 30 novembre 2023 18h45 CEST | Birmančević 38e | Rapport | 22e Ruibal · 70e Pezzella · 88e Miranda · 90+2e Rodríguez | Spectateurs : 18 095 Arbitrage : Nikola Dabanović Arbitre vidéo : Mario Zebec | Spectateurs : 18 095 Arbitrage : Nikola Dabanović Arbitre vidéo : Mario Zebec |

| 5e journée                  | Rangers FC     | 1 - 1   | Aris Limassol                                                                  | Ibrox Stadium, Glasgow                                                     |                                                                            |
| 30 novembre 2023 21h00 CEST | McCausland 49e | (0 - 1) | 28e Babicka                                                                    | Spectateurs : 48 890 Arbitrage : Rohit Saggi Arbitre vidéo : Dennis Higler | Spectateurs : 48 890 Arbitrage : Rohit Saggi Arbitre vidéo : Dennis Higler |
| 30 novembre 2023 21h00 CEST | Lammers 45+2e  | Rapport | 45e Struski · 45+3e Yago · 50e Kokorin · 67e Szöke · 85e Bengtsson · 90e Brown | Spectateurs : 48 890 Arbitrage : Rohit Saggi Arbitre vidéo : Dennis Higler | Spectateurs : 48 890 Arbitrage : Rohit Saggi Arbitre vidéo : Dennis Higler |

| 6e journée                  | Real Betis              | 2 - 3   | Rangers FC                                | Stade Benito-Villamarín, Séville                                                 |                                                                                  |
| 14 décembre 2023 21h00 CEST | Miranda 14e · Pérez 37e | (2 - 2) | 10e Sima · 20e Dessers · 78e Roofe        | Spectateurs : 48 380 Arbitrage : Srdjan Jovanović Arbitre vidéo : Pol van Boekel | Spectateurs : 48 380 Arbitrage : Srdjan Jovanović Arbitre vidéo : Pol van Boekel |
| 14 décembre 2023 21h00 CEST | Isco 58e · Roca 88e     | Rapport | 64e Lundstram · 82e Tavernier · 90e Roofe | Spectateurs : 48 380 Arbitrage : Srdjan Jovanović Arbitre vidéo : Pol van Boekel | Spectateurs : 48 380 Arbitrage : Srdjan Jovanović Arbitre vidéo : Pol van Boekel |

| 6e journée                  | Aris Limassol                         | 1 - 3   | Sparta Prague                     | Alphamega Stadium, Limassol                                                |                                                                            |
| 14 décembre 2023 21h00 CEST | Bengtsson 84e                         | (0 - 3) | 4e Kuchta · 11e 45+1e Birmančević | Spectateurs : 2 859 Arbitrage : Harm Osmers Arbitre vidéo : Benjamin Brand | Spectateurs : 2 859 Arbitrage : Harm Osmers Arbitre vidéo : Benjamin Brand |
| 14 décembre 2023 21h00 CEST | Caju 77e · Brown 86e · Brorsson 90+2e | Rapport | 3e Krejčí · 87e Kairinen          | Spectateurs : 2 859 Arbitrage : Harm Osmers Arbitre vidéo : Benjamin Brand | Spectateurs : 2 859 Arbitrage : Harm Osmers Arbitre vidéo : Benjamin Brand |

#### Groupe D
| Rang | Équipe            | Pts | J | G | N | P | Bp | Bc | Diff |  | Résultats (▼ dom., ► ext.) |     |     |     |     |
| ---- | ----------------- | --- | - | - | - | - | -- | -- | ---- |  | -------------------------- | --- | --- | --- | --- |
| 1    | Atalanta Bergame  | 14  | 6 | 4 | 2 | 0 | 12 | 4  | +8   |  | Atalanta Bergame           |     | 1-1 | 1-0 | 2-0 |
| 2    | Sporting CP       | 11  | 6 | 3 | 2 | 1 | 10 | 6  | +4   |  | Sporting CP                | 1-2 |     | 3-0 | 2-1 |
| 3    | Sturm Graz        | 4   | 6 | 1 | 1 | 4 | 4  | 9  | -5   |  | Sturm Graz                 | 2-2 | 1-2 |     | 0-1 |
| 4    | Raków Częstochowa | 4   | 6 | 1 | 1 | 4 | 3  | 10 | -7   |  | Raków Częstochowa          | 0-4 | 1-1 | 0-1 |     |

| 1re journée                  | Atalanta Bergame               | 2 - 0   | Raków Częstochowa | Stadio di Bergamo, Bergame                                                    |                                                                               |
| 21 septembre 2023 21h00 CEST | De Ketelaere 49e · Éderson 66e | (0 - 0) |                   | Spectateurs : 13 698 Arbitrage : Roi Reinshreiber Arbitre vidéo : Marco Fritz | Spectateurs : 13 698 Arbitrage : Roi Reinshreiber Arbitre vidéo : Marco Fritz |
| 21 septembre 2023 21h00 CEST | de Roon 32e                    | Rapport |                   | Spectateurs : 13 698 Arbitrage : Roi Reinshreiber Arbitre vidéo : Marco Fritz | Spectateurs : 13 698 Arbitrage : Roi Reinshreiber Arbitre vidéo : Marco Fritz |

| 1re journée                  | Sturm Graz                        | 1 - 2   | Sporting CP                 | Stadion Graz-Liebenau, Graz                                                       |                                                                                   |
| 21 septembre 2023 21h00 CEST | Bøving 58e                        | (0 - 0) | 76e Gyökeres · 84e Diomande | Spectateurs : 13 517 Arbitrage : Nikola Dabanović Arbitre vidéo : Jochem Kamphuis | Spectateurs : 13 517 Arbitrage : Nikola Dabanović Arbitre vidéo : Jochem Kamphuis |
| 21 septembre 2023 21h00 CEST | Gazibegović 45e · Affengruber 90e | Rapport | 90+5e Paulinho              | Spectateurs : 13 517 Arbitrage : Nikola Dabanović Arbitre vidéo : Jochem Kamphuis | Spectateurs : 13 517 Arbitrage : Nikola Dabanović Arbitre vidéo : Jochem Kamphuis |

| 2e journée                | Sporting CP                    | 1 - 2   | Atalanta Bergame           | Estádio José Alvalade XXI, Lisbonne                                                   |                                                                                       |
| 5 octobre 2023 18h45 CEST | Gyökeres 76e (pen.)            | (0 - 2) | 33e Scalvini · 43e Ruggeri | Spectateurs : 42 301 Arbitrage : Alejandro Hernández Arbitre vidéo : Guillermo Cuadra | Spectateurs : 42 301 Arbitrage : Alejandro Hernández Arbitre vidéo : Guillermo Cuadra |
| 5 octobre 2023 18h45 CEST | Gonçalves 84e · Bragança 90+2e | Rapport | 51e Djimsiti · 60e Tolói   | Spectateurs : 42 301 Arbitrage : Alejandro Hernández Arbitre vidéo : Guillermo Cuadra | Spectateurs : 42 301 Arbitrage : Alejandro Hernández Arbitre vidéo : Guillermo Cuadra |

| 2e journée                | Raków Częstochowa            | 0 - 1   | Sturm Graz               | Zagłębiowski Park Sportowy, Sosnowiec                                          |                                                                                |
| 5 octobre 2023 18h45 CEST |                              | (0 - 1) | 24e Bøving               | Spectateurs : 8 993 Arbitrage : Aliyar Aghayev Arbitre vidéo : Jeroen Manschot | Spectateurs : 8 993 Arbitrage : Aliyar Aghayev Arbitre vidéo : Jeroen Manschot |
| 5 octobre 2023 18h45 CEST | Papanikolaou 49e · Crnac 62e | Rapport | 35e Dante · 88e Teixeira | Spectateurs : 8 993 Arbitrage : Aliyar Aghayev Arbitre vidéo : Jeroen Manschot | Spectateurs : 8 993 Arbitrage : Aliyar Aghayev Arbitre vidéo : Jeroen Manschot |

| 3e journée                 | Sturm Graz                                | 2 - 2   | Atalanta Bergame           | Stadion Graz-Liebenau, Graz                                              |                                                                          |
| 26 octobre 2023 18h45 CEST | Prass 13e · Włodarczyk 80e (pen.)         | (1 - 2) | 34e 45+7e (pen.) Muriel    | Spectateurs : 14 167 Arbitrage : Duje Strukan Arbitre vidéo : Ivan Bebek | Spectateurs : 14 167 Arbitrage : Duje Strukan Arbitre vidéo : Ivan Bebek |
| 26 octobre 2023 18h45 CEST | Kiteishvili 45+2e · Hierländer 45+7e, 52e | Rapport | 45+7e Lookman · 82e Bakker | Spectateurs : 14 167 Arbitrage : Duje Strukan Arbitre vidéo : Ivan Bebek | Spectateurs : 14 167 Arbitrage : Duje Strukan Arbitre vidéo : Ivan Bebek |

| 3e journée                 | Raków Częstochowa                        | 1 - 1   | Sporting CP                            | Zagłębiowski Park Sportowy, Sosnowiec                                                    |                                                                                          |
| 26 octobre 2023 18h45 CEST | Piasecki 79e                             | (0 - 1) | 14e Coates                             | Spectateurs : 10 518 Arbitrage : Anastasios Papapetrou Arbitre vidéo : Angelos Evangelou | Spectateurs : 10 518 Arbitrage : Anastasios Papapetrou Arbitre vidéo : Angelos Evangelou |
| 26 octobre 2023 18h45 CEST | Berggren 19e · Kocherhin 44e · Rocha 49e | Rapport | 8e Gyökeres · 8e Coates · 67e Diomande | Spectateurs : 10 518 Arbitrage : Anastasios Papapetrou Arbitre vidéo : Angelos Evangelou | Spectateurs : 10 518 Arbitrage : Anastasios Papapetrou Arbitre vidéo : Angelos Evangelou |

| 4e journée                 | Atalanta Bergame | 1 - 0   | Sturm Graz                           | Stadio di Bergamo, Bergame                                                    |                                                                               |
| 9 novembre 2023 21h00 CEST | Djimsiti 50e     | (0 - 0) |                                      | Spectateurs : 14 739 Arbitrage : Jérôme Brisard Arbitre vidéo : Willy Delajod | Spectateurs : 14 739 Arbitrage : Jérôme Brisard Arbitre vidéo : Willy Delajod |
| 9 novembre 2023 21h00 CEST |                  | Rapport | 45+2e Gorenc Stanković · 81e Schnegg | Spectateurs : 14 739 Arbitrage : Jérôme Brisard Arbitre vidéo : Willy Delajod | Spectateurs : 14 739 Arbitrage : Jérôme Brisard Arbitre vidéo : Willy Delajod |

| 4e journée                 | Sporting CP                     | 2 - 1   | Raków Częstochowa            | Estádio José Alvalade XXI, Lisbonne                                                |                                                                                    |
| 9 novembre 2023 21h00 CEST | Gonçalves 14e (pen.) 52e (pen.) | (1 - 0) | 71e Rundić                   | Spectateurs : 32 940 Arbitrage : Enea Jorgji Arbitre vidéo : Juan Martínez Munuera | Spectateurs : 32 940 Arbitrage : Enea Jorgji Arbitre vidéo : Juan Martínez Munuera |
| 9 novembre 2023 21h00 CEST | Inácio 29e · Paulinho 85e       | Rapport | 12e Racovițan · 90+3e Cebula | Spectateurs : 32 940 Arbitrage : Enea Jorgji Arbitre vidéo : Juan Martínez Munuera | Spectateurs : 32 940 Arbitrage : Enea Jorgji Arbitre vidéo : Juan Martínez Munuera |

| 5e journée                  | Atalanta Bergame                                         | 1 - 1   | Sporting CP                            | Stadio di Bergamo, Bergame                                                     |                                                                                |
| 30 novembre 2023 18h45 CEST | Scamacca 23e                                             | (1 - 0) | 56e Edwards                            | Spectateurs : 14 865 Arbitrage : Michael Oliver Arbitre vidéo : Stuart Attwell | Spectateurs : 14 865 Arbitrage : Michael Oliver Arbitre vidéo : Stuart Attwell |
| 30 novembre 2023 18h45 CEST | Lookman 38e · Scalvini 42e · Kolašinac 43e · de Roon 62e | Rapport | 11e Inácio · 90+1e Morita · 90+4e Reis | Spectateurs : 14 865 Arbitrage : Michael Oliver Arbitre vidéo : Stuart Attwell | Spectateurs : 14 865 Arbitrage : Michael Oliver Arbitre vidéo : Stuart Attwell |

| 5e journée                  | Sturm Graz                     | 0 - 1   | Raków Częstochowa         | Stadion Graz-Liebenau, Graz                                                |                                                                            |
| 30 novembre 2023 18h45 CEST |                                | (0 - 0) | 81e Yeboah                | Spectateurs : 12 517 Arbitrage : Filip Glova Arbitre vidéo : Michal Ocenáš | Spectateurs : 12 517 Arbitrage : Filip Glova Arbitre vidéo : Michal Ocenáš |
| 30 novembre 2023 18h45 CEST | Sarkaria 82e · Affengruber 89e | Rapport | 82e Tudor · 90+2e Plavšić | Spectateurs : 12 517 Arbitrage : Filip Glova Arbitre vidéo : Michal Ocenáš | Spectateurs : 12 517 Arbitrage : Filip Glova Arbitre vidéo : Michal Ocenáš |

| 6e journée                  | Sporting CP                   | 3 - 0   | Sturm Graz           | Estádio José Alvalade XXI, Lisbonne                                            |                                                                                |
| 14 décembre 2023 21h00 CEST | Gyökeres 39e · Inácio 60e 70e | (1 - 0) |                      | Spectateurs : 24 733 Arbitrage : William Collum Arbitre vidéo : Stuart Attwell | Spectateurs : 24 733 Arbitrage : William Collum Arbitre vidéo : Stuart Attwell |
| 14 décembre 2023 21h00 CEST |                               | Rapport | 75e Gorenc Stanković | Spectateurs : 24 733 Arbitrage : William Collum Arbitre vidéo : Stuart Attwell | Spectateurs : 24 733 Arbitrage : William Collum Arbitre vidéo : Stuart Attwell |

| 6e journée                  | Raków Częstochowa | 0 - 4   | Atalanta Bergame                                   | Zagłębiowski Park Sportowy, Sosnowiec                                                |                                                                                      |
| 14 décembre 2023 21h00 CEST |                   | (0 - 2) | 14e 72e Muriel · 26e Bonfanti · 90+2e De Ketelaere | Spectateurs : 10 386 Arbitrage : Enea Jorgji Arbitre vidéo : Carlos del Cerro Grande | Spectateurs : 10 386 Arbitrage : Enea Jorgji Arbitre vidéo : Carlos del Cerro Grande |
| 14 décembre 2023 21h00 CEST | Tudor 76e         | Rapport | 33e Holm · 79e Bonfanti                            | Spectateurs : 10 386 Arbitrage : Enea Jorgji Arbitre vidéo : Carlos del Cerro Grande | Spectateurs : 10 386 Arbitrage : Enea Jorgji Arbitre vidéo : Carlos del Cerro Grande |

#### Groupe E
| Rang | Équipe               | Pts | J | G | N | P | Bp | Bc | Diff |  | Résultats (▼ dom., ► ext.) |     |     |     |     |
| ---- | -------------------- | --- | - | - | - | - | -- | -- | ---- |  | -------------------------- | --- | --- | --- | --- |
| 1    | Liverpool FC         | 12  | 6 | 4 | 0 | 2 | 17 | 7  | +10  |  | Liverpool FC               |     | 5-1 | 2-0 | 4-0 |
| 2    | Toulouse FC          | 11  | 6 | 3 | 2 | 1 | 8  | 9  | -1   |  | Toulouse FC                | 3-2 |     | 0-0 | 1-0 |
| 3    | Union saint-gilloise | 8   | 6 | 2 | 2 | 2 | 5  | 8  | -3   |  | Union saint-gilloise       | 2-1 | 1-1 |     | 2-1 |
| 4    | LASK                 | 3   | 6 | 1 | 0 | 5 | 6  | 12 | -6   |  | LASK                       | 1-3 | 1-2 | 3-0 |     |

| 1re journée                  | LASK                               | 1 - 3   | Liverpool FC                            | Oberösterreich Arena, Linz                                                     |                                                                                |
| 21 septembre 2023 18h45 CEST | Flecker 14e                        | (1 - 0) | 56e (pen.) Núñez · 63e Díaz · 88e Salah | Spectateurs : 18 091 Arbitrage : Marco Di Bello Arbitre vidéo : Michael Fabbri | Spectateurs : 18 091 Arbitrage : Marco Di Bello Arbitre vidéo : Michael Fabbri |
| 21 septembre 2023 18h45 CEST | Havel 41e · Žulj 44e · Ziereis 55e | Rapport | 40e Konaté · 43e Bajčetić               | Spectateurs : 18 091 Arbitrage : Marco Di Bello Arbitre vidéo : Michael Fabbri | Spectateurs : 18 091 Arbitrage : Marco Di Bello Arbitre vidéo : Michael Fabbri |

| 1re journée                  | Union saint-gilloise                          | 1 - 1   | Toulouse FC                               | RSC Anderlecht Stadium, Anderlecht                                           |                                                                              |
| 21 septembre 2023 18h55 CEST | Amoura 69e                                    | (0 - 1) | 45+3e (pen.) Dallinga                     | Spectateurs : 12 162 Arbitrage : Rohit Saggi Arbitre vidéo : Jeroen Manschot | Spectateurs : 12 162 Arbitrage : Rohit Saggi Arbitre vidéo : Jeroen Manschot |
| 21 septembre 2023 18h55 CEST | Vanhoutte 14e · Mac Allister 53e · Sadiki 78e | Rapport | 33e Dønnum · 86e Magri · 66e, 90+4e Costa | Spectateurs : 12 162 Arbitrage : Rohit Saggi Arbitre vidéo : Jeroen Manschot | Spectateurs : 12 162 Arbitrage : Rohit Saggi Arbitre vidéo : Jeroen Manschot |

| 2e journée                | Liverpool FC                 | 2 - 0   | Union saint-gilloise | Anfield, Liverpool                                                             |                                                                                |
| 5 octobre 2023 21h00 CEST | Gravenberch 44e · Jota 90+2e | (1 - 0) |                      | Spectateurs : 49 513 Arbitrage : Morten Krogh Arbitre vidéo : Roi Reinshreiber | Spectateurs : 49 513 Arbitrage : Morten Krogh Arbitre vidéo : Roi Reinshreiber |
| 5 octobre 2023 21h00 CEST | Rapport                      |         |                      | Spectateurs : 49 513 Arbitrage : Morten Krogh Arbitre vidéo : Roi Reinshreiber | Spectateurs : 49 513 Arbitrage : Morten Krogh Arbitre vidéo : Roi Reinshreiber |

| 2e journée                | Toulouse FC                                       | 1 - 0   | LASK                                  | Stadium, Toulouse                                                           |                                                                             |
| 5 octobre 2023 21h00 CEST | Suazo 31e                                         | (1 - 0) |                                       | Spectateurs : 29 223 Arbitrage : Nicholas Walsh Arbitre vidéo : John Beaton | Spectateurs : 29 223 Arbitrage : Nicholas Walsh Arbitre vidéo : John Beaton |
| 5 octobre 2023 21h00 CEST | Suazo 36e · Diarra 39e · Schmidt 40e · Desler 65e | Rapport | 57e Jovičić · 76e Darboe · 90e Ljubic | Spectateurs : 29 223 Arbitrage : Nicholas Walsh Arbitre vidéo : John Beaton | Spectateurs : 29 223 Arbitrage : Nicholas Walsh Arbitre vidéo : John Beaton |

| 3e journée                 | Union saint-gilloise               | 2 - 1   | LASK                                                    | RSC Anderlecht Stadium, Anderlecht                                                        |                                                                                           |
| 26 octobre 2023 21h00 CEST | Puertas 84e (pen.) · Burgess 90+4e | (0 - 1) | 24e Usor                                                | Spectateurs : 11 426 Arbitrage : Atilla Karaoğlan Arbitre vidéo : Carlos del Cerro Grande | Spectateurs : 11 426 Arbitrage : Atilla Karaoğlan Arbitre vidéo : Carlos del Cerro Grande |
| 26 octobre 2023 21h00 CEST | Vanhoutte 80e · Burgess 88e        | Rapport | 26e Bello · 28e Žulj · 90+1e Horvath · 90+3e Talovyerov | Spectateurs : 11 426 Arbitrage : Atilla Karaoğlan Arbitre vidéo : Carlos del Cerro Grande | Spectateurs : 11 426 Arbitrage : Atilla Karaoğlan Arbitre vidéo : Carlos del Cerro Grande |

| 3e journée                 | Liverpool FC                                                   | 5 - 1   | Toulouse FC  | Anfield, Liverpool                                                                |                                                                                   |
| 26 octobre 2023 21h00 CEST | Jota 9e · Endō 30e · Núñez 34e · Gravenberch 65e · Salah 90+3e | (3 - 1) | 16e Dallinga | Spectateurs : 51 210 Arbitrage : Rade Obrenovič Arbitre vidéo : Christian Dingert | Spectateurs : 51 210 Arbitrage : Rade Obrenovič Arbitre vidéo : Christian Dingert |
| 26 octobre 2023 21h00 CEST | Elliott 75e                                                    | Rapport |              | Spectateurs : 51 210 Arbitrage : Rade Obrenovič Arbitre vidéo : Christian Dingert | Spectateurs : 51 210 Arbitrage : Rade Obrenovič Arbitre vidéo : Christian Dingert |

| 4e journée                 | LASK                                             | 3 - 0   | Union saint-gilloise | Oberösterreich Arena, Linz                                                   |                                                                              |
| 9 novembre 2023 18h45 CEST | Horvath 25e (pen.) · Talovyerov 45+4e · Žulj 77e | (2 - 0) |                      | Spectateurs : 15 900 Arbitrage : Simone Sozza Arbitre vidéo : Valerio Marini | Spectateurs : 15 900 Arbitrage : Simone Sozza Arbitre vidéo : Valerio Marini |
| 9 novembre 2023 18h45 CEST | Ljubic 19e · Stojković 49e                       | Rapport | 71e Puertas          | Spectateurs : 15 900 Arbitrage : Simone Sozza Arbitre vidéo : Valerio Marini | Spectateurs : 15 900 Arbitrage : Simone Sozza Arbitre vidéo : Valerio Marini |

| 4e journée                 | Toulouse FC                                | 3 - 2   | Liverpool FC                      | Stadium, Toulouse                                                                                                  | |
| 9 novembre 2023 18h45 CEST | Dønnum 36e · Dallinga 58e · Magri 76e      | (1 - 0) | 74e (csc) Cásseres Jr. · 89e Jota | Spectateurs : 32 026 Diffuseur : RMC Sport, RMC Story Arbitrage : Georgi Kabakov Arbitre vidéo : Dragomir Draganov | Spectateurs : 32 026 Diffuseur : RMC Sport, RMC Story Arbitrage : Georgi Kabakov Arbitre vidéo : Dragomir Draganov |
| 9 novembre 2023 18h45 CEST | Schmidt 11e · Kamanzi 90+4e · Restes 90+6e | Rapport | 34e Endō · 90+4e Núñez            | Spectateurs : 32 026 Diffuseur : RMC Sport, RMC Story Arbitrage : Georgi Kabakov Arbitre vidéo : Dragomir Draganov | Spectateurs : 32 026 Diffuseur : RMC Sport, RMC Story Arbitrage : Georgi Kabakov Arbitre vidéo : Dragomir Draganov |

| 5e journée                  | Liverpool FC                                  | 4 - 0   | LASK           | Anfield, Liverpool                                                        |                                                                           |
| 30 novembre 2023 21h00 CEST | Díaz 12e · Gakpo 15e 90+2e · Salah 51e (pen.) | (2 - 0) |                | Spectateurs : 49 666 Arbitrage : Urs Schnyder Arbitre vidéo : Marco Fritz | Spectateurs : 49 666 Arbitrage : Urs Schnyder Arbitre vidéo : Marco Fritz |
| 30 novembre 2023 21h00 CEST |                                               | Rapport | 58e Talovyerov | Spectateurs : 49 666 Arbitrage : Urs Schnyder Arbitre vidéo : Marco Fritz | Spectateurs : 49 666 Arbitrage : Urs Schnyder Arbitre vidéo : Marco Fritz |

| 5e journée                  | Toulouse FC | 0 - 0   | Union saint-gilloise                                         | Stadium, Toulouse                                                          |                                                                            |
| 30 novembre 2023 21h00 CEST |             | (0 - 0) |                                                              | Spectateurs : 31 205 Arbitrage : Matej Jug Arbitre vidéo : Nejc Kajtazovic | Spectateurs : 31 205 Arbitrage : Matej Jug Arbitre vidéo : Nejc Kajtazovic |
| 30 novembre 2023 21h00 CEST | Sierro 57e  | Rapport | 14e Vanhoutte · 34e Mac Allister · 56e Amoura · 90+2e Sadiki | Spectateurs : 31 205 Arbitrage : Matej Jug Arbitre vidéo : Nejc Kajtazovic | Spectateurs : 31 205 Arbitrage : Matej Jug Arbitre vidéo : Nejc Kajtazovic |

| 6e journée                  | Union saint-gilloise     | 2 - 1   | Liverpool FC                | RSC Anderlecht Stadium, Anderlecht                                        |                                                                           |
| 14 décembre 2023 18h45 CEST | Amoura 32e · Puertas 43e | (2 - 1) | 39e Quansah                 | Spectateurs : 16 959 Arbitrage : Orel Grinfeeld Arbitre vidéo : Ziv Adler | Spectateurs : 16 959 Arbitrage : Orel Grinfeeld Arbitre vidéo : Ziv Adler |
| 14 décembre 2023 18h45 CEST | Sadiki 53e               | Rapport | 23e Bradley · 90+2e Scanlon | Spectateurs : 16 959 Arbitrage : Orel Grinfeeld Arbitre vidéo : Ziv Adler | Spectateurs : 16 959 Arbitrage : Orel Grinfeeld Arbitre vidéo : Ziv Adler |

| 6e journée                  | LASK                                    | 1 - 2   | Toulouse FC              | Oberösterreich Arena, Linz                                                    |                                                                               |
| 14 décembre 2023 18h45 CEST | Ljubičić 61e                            | (0 - 0) | 54e Dallinga · 83e Suazo | Spectateurs : 16 100 Arbitrage : Fabio Maresca Arbitre vidéo : Daniele Chiffi | Spectateurs : 16 100 Arbitrage : Fabio Maresca Arbitre vidéo : Daniele Chiffi |
| 14 décembre 2023 18h45 CEST | Ljubičić 35e · Žulj 47e · Horvath 90+8e | Rapport | 74e Elebi · 90+2e Dønnum | Spectateurs : 16 100 Arbitrage : Fabio Maresca Arbitre vidéo : Daniele Chiffi | Spectateurs : 16 100 Arbitrage : Fabio Maresca Arbitre vidéo : Daniele Chiffi |

#### Groupe F
| Rang | Équipe           | Pts | J | G | N | P | Bp | Bc | Diff |  | Résultats (▼ dom., ► ext.) |     |     |     |     |
| ---- | ---------------- | --- | - | - | - | - | -- | -- | ---- |  | -------------------------- | --- | --- | --- | --- |
| 1    | Villarreal CF    | 13  | 6 | 4 | 1 | 1 | 9  | 7  | +2   |  | Villarreal CF              |     | 1-0 | 0-0 | 3-2 |
| 2    | Stade rennais FC | 12  | 6 | 4 | 0 | 2 | 13 | 6  | +7   |  | Stade rennais FC           | 2-3 |     | 3-0 | 3-1 |
| 3    | Maccabi Haïfa    | 5   | 6 | 1 | 2 | 3 | 3  | 9  | -6   |  | Maccabi Haïfa              | 1-2 | 0-3 |     | 0-0 |
| 4    | Panathinaïkós    | 4   | 6 | 1 | 1 | 4 | 7  | 10 | -3   |  | Panathinaïkós              | 2-0 | 1-2 | 1-2 |     |

| 1re journée                  | Stade rennais FC                       | 3 - 0   | Maccabi Haïfa                                                  | Roazhon Park, Rennes                                                         |                                                                              |
| 21 septembre 2023 18h45 CEST | Blas 1re · Truffert 31e · Yildirim 55e | (2 - 0) |                                                                | Spectateurs : 26 838 Arbitrage : Harm Osmers Arbitre vidéo : Bastian Dankert | Spectateurs : 26 838 Arbitrage : Harm Osmers Arbitre vidéo : Bastian Dankert |
| 21 septembre 2023 18h45 CEST | Gouiri 79e                             | Rapport | 59e Show · 66e Kandil · 79e Chery · 79e Khalaili · 89e Mohamed | Spectateurs : 26 838 Arbitrage : Harm Osmers Arbitre vidéo : Bastian Dankert | Spectateurs : 26 838 Arbitrage : Harm Osmers Arbitre vidéo : Bastian Dankert |

| 1re journée                  | Panathinaïkós              | 2 - 0   | Villarreal CF                                       | Stade olympique, Athènes                                                     |                                                                              |
| 21 septembre 2023 18h45 CEST | Ioannídis 38e · Šporar 78e | (1 - 0) |                                                     | Spectateurs : 57 003 Arbitrage : Craig Pawson Arbitre vidéo : Darren England | Spectateurs : 57 003 Arbitrage : Craig Pawson Arbitre vidéo : Darren England |
| 21 septembre 2023 18h45 CEST | Cantalapiedra 89e          | Rapport | 64e Femenía · 74e Sørloth · 84e Baena · 87e Pedraza | Spectateurs : 57 003 Arbitrage : Craig Pawson Arbitre vidéo : Darren England | Spectateurs : 57 003 Arbitrage : Craig Pawson Arbitre vidéo : Darren England |

| 2e journée                | Villarreal CF                                   | 1 - 0   | Stade rennais FC           | Stade de la Cerámica, Vila-real                                            |                                                                            |
| 5 octobre 2023 21h00 CEST | Sørloth 36e                                     | (1 - 0) |                            | Spectateurs : 17 458 Arbitrage : Harald Lechner Arbitre vidéo : Alan Kijas | Spectateurs : 17 458 Arbitrage : Harald Lechner Arbitre vidéo : Alan Kijas |
| 5 octobre 2023 21h00 CEST | Pino 43e · Moreno 50e · Baena 54e · Pedraza 87e | Rapport | 28e D. Doué · 58e Truffert | Spectateurs : 17 458 Arbitrage : Harald Lechner Arbitre vidéo : Alan Kijas | Spectateurs : 17 458 Arbitrage : Harald Lechner Arbitre vidéo : Alan Kijas |

| 2e journée                | Maccabi Haïfa                       | 0 - 0   | Panathinaïkós | Stade Sammy-Ofer, Haïfa                                                     |                                                                             |
| 5 octobre 2023 21h00 CEST |                                     | (0 - 0) |               | Spectateurs : 29 465 Arbitrage : António Nobre Arbitre vidéo : Luis Godinho | Spectateurs : 29 465 Arbitrage : António Nobre Arbitre vidéo : Luis Godinho |
| 5 octobre 2023 21h00 CEST | Saba 3e · Cornud 55e · Sundgren 71e | Rapport | 56e Ioannídis | Spectateurs : 29 465 Arbitrage : António Nobre Arbitre vidéo : Luis Godinho | Spectateurs : 29 465 Arbitrage : António Nobre Arbitre vidéo : Luis Godinho |

| 3e journée                 | Panathinaïkós          | 1 - 2   | Stade rennais FC                                                           | Stade Apóstolos Nikolaïdis, Athènes                                         |                                                                             |
| 26 octobre 2023 21h00 CEST | Ioannídis 61e (pen.)   | (0 - 1) | 7e Gouiri · 49e Kalimuendo                                                 | Spectateurs : 13 459 Arbitrage : João Pinheiro Arbitre vidéo : Luis Godinho | Spectateurs : 13 459 Arbitrage : João Pinheiro Arbitre vidéo : Luis Godinho |
| 26 octobre 2023 21h00 CEST | Bernard 25e · Arão 45e | Rapport | 21e Belocian · 45+4e Truffert · 80e Kalimuendo · 90+4e Theate · 90+5e Blas | Spectateurs : 13 459 Arbitrage : João Pinheiro Arbitre vidéo : Luis Godinho | Spectateurs : 13 459 Arbitrage : João Pinheiro Arbitre vidéo : Luis Godinho |

| 3e journée                 | Villarreal CF                           | 0 - 0   | Maccabi Haïfa             | Stade de la Cerámica, Vila-real                                           |                                                                           |
| 6 décembre 2023 21h00 CEST |                                         | (0 - 0) |                           | Spectateurs : 9 365 Arbitrage : Nick Walsh Arbitre vidéo : Stuart Attwell | Spectateurs : 9 365 Arbitrage : Nick Walsh Arbitre vidéo : Stuart Attwell |
| 6 décembre 2023 21h00 CEST | Capoue 36e · Foyth 45+1e · Perdraza 62e | Rapport | 79e Refaelov · 90+2e Naor | Spectateurs : 9 365 Arbitrage : Nick Walsh Arbitre vidéo : Stuart Attwell | Spectateurs : 9 365 Arbitrage : Nick Walsh Arbitre vidéo : Stuart Attwell |

| 4e journée                 | Stade rennais FC                                          | 3 - 1   | Panathinaïkós               | Roazhon Park, Rennes                                                           |                                                                                |
| 9 novembre 2023 18h45 CEST | Rieder 9e · Salah 65e · Blas 70e (pen.)                   | (1 - 1) | 34e (pen.) Ioannídis        | Spectateurs : 28 004 Arbitrage : William Collum Arbitre vidéo : Nicholas Walsh | Spectateurs : 28 004 Arbitrage : William Collum Arbitre vidéo : Nicholas Walsh |
| 9 novembre 2023 18h45 CEST | Belocian 33e · Bourigeaud 33e · Wooh 55e · Santamaria 81e | Rapport | 44e Vagiannídis · 52e Pérez | Spectateurs : 28 004 Arbitrage : William Collum Arbitre vidéo : Nicholas Walsh | Spectateurs : 28 004 Arbitrage : William Collum Arbitre vidéo : Nicholas Walsh |

| 4e journée                 | Maccabi Haïfa                       | 1 - 2   | Villarreal CF                           | AEK Arena – Georgios Karapatakis, Larnaca                                 |                                                                           |
| 9 novembre 2023 18h45 CEST | Seck 32e                            | (1 - 0) | 83e Baena · 87e Sørloth                 | Spectateurs : 0 Arbitrage : Mykola Balakin Arbitre vidéo : Pol van Boekel | Spectateurs : 0 Arbitrage : Mykola Balakin Arbitre vidéo : Pol van Boekel |
| 9 novembre 2023 18h45 CEST | Šimić 38e · Refaelov 71e · Show 85e | Rapport | 29e Sørloth · 70e Altimira · 82e Moreno | Spectateurs : 0 Arbitrage : Mykola Balakin Arbitre vidéo : Pol van Boekel | Spectateurs : 0 Arbitrage : Mykola Balakin Arbitre vidéo : Pol van Boekel |

| 5e journée                  | Maccabi Haïfa                       | 0 - 3   | Stade rennais FC                        | Stade Ferenc-Puskás, Budapest                                           |                                                                         |
| 30 novembre 2023 18h45 CEST |                                     | (0 - 1) | 29e Terrier · 47e Gouiri · 90+3e Rieder | Spectateurs : 0 Arbitrage : Horațiu Feșnic Arbitre vidéo : Cătălin Popa | Spectateurs : 0 Arbitrage : Horațiu Feșnic Arbitre vidéo : Cătălin Popa |
| 30 novembre 2023 18h45 CEST | Šimić 16e · Cornud 65e · Kandil 85e | Rapport | 85e Blas                                | Spectateurs : 0 Arbitrage : Horațiu Feșnic Arbitre vidéo : Cătălin Popa | Spectateurs : 0 Arbitrage : Horațiu Feșnic Arbitre vidéo : Cătălin Popa |

| 5e journée                  | Villarreal CF                          | 3 - 2   | Panathinaïkós                | Stade de la Cerámica, Vila-real                                                |                                                                                |
| 30 novembre 2023 21h00 CEST | Baena 29e · Comesaña 34e · Morales 47e | (2 - 0) | 66e Palacios · 81e Ioannídis | Spectateurs : 16 993 Arbitrage : Ivan Kružliak Arbitre vidéo : Bastian Dankert | Spectateurs : 16 993 Arbitrage : Ivan Kružliak Arbitre vidéo : Bastian Dankert |
| 30 novembre 2023 21h00 CEST | Akhomach 71e · Comesaña 89e            | Rapport | 90+8e Pérez                  | Spectateurs : 16 993 Arbitrage : Ivan Kružliak Arbitre vidéo : Bastian Dankert | Spectateurs : 16 993 Arbitrage : Ivan Kružliak Arbitre vidéo : Bastian Dankert |

| 6e journée                  | Stade rennais FC                                       | 2 - 3   | Villarreal CF                                 | Roazhon Park, Rennes                                                                  |                                                                                       |
| 14 décembre 2023 18h45 CEST | Assignon 37e · Blas 79e                                | (1 - 1) | 36e (pen.) Gerard · 62e Akhomach · 80e Parejo | Spectateurs : 27 761 Arbitrage : Atilla Karaoglan Arbitre vidéo : Massimiliano Irrati | Spectateurs : 27 761 Arbitrage : Atilla Karaoglan Arbitre vidéo : Massimiliano Irrati |
| 14 décembre 2023 18h45 CEST | Wooh 9e · Bourigeaud 23e · Belocian 33e · Mandanda 45e | Rapport | 18e Albiol · 36e Gerard · 90+1e Parejo        | Spectateurs : 27 761 Arbitrage : Atilla Karaoglan Arbitre vidéo : Massimiliano Irrati | Spectateurs : 27 761 Arbitrage : Atilla Karaoglan Arbitre vidéo : Massimiliano Irrati |

| 6e journée                  | Panathinaïkós               | 1 - 2   | Maccabi Haïfa                                                     | Stade Apóstolos Nikolaïdis, Athènes                                               |                                                                                   |
| 14 décembre 2023 18h45 CEST | Ioannídis 89e               | (0 - 1) | 20e David · 74e Chery                                             | Spectateurs : 13 121 Arbitrage : Georgi Kabakov Arbitre vidéo : Dragomir Draganov | Spectateurs : 13 121 Arbitrage : Georgi Kabakov Arbitre vidéo : Dragomir Draganov |
| 14 décembre 2023 18h45 CEST | Juankar 10e · Bernard 90+6e | Rapport | 36e Cornud · 45+3e Sundgren · 46e Pierrot · 59e Hajaj · 66e Jaber | Spectateurs : 13 121 Arbitrage : Georgi Kabakov Arbitre vidéo : Dragomir Draganov | Spectateurs : 13 121 Arbitrage : Georgi Kabakov Arbitre vidéo : Dragomir Draganov |

#### Groupe G
| Rang | Équipe           | Pts | J | G | N | P | Bp | Bc | Diff |  | Résultats (▼ dom., ► ext.) |     |     |     |     |
| ---- | ---------------- | --- | - | - | - | - | -- | -- | ---- |  | -------------------------- | --- | --- | --- | --- |
| 1    | Slavia Prague    | 15  | 6 | 5 | 0 | 1 | 17 | 4  | +13  |  | Slavia Prague              |     | 2-0 | 4-0 | 6-0 |
| 2    | AS Rome          | 13  | 6 | 4 | 1 | 1 | 12 | 4  | +8   |  | AS Rome                    | 2-0 |     | 4-0 | 3-0 |
| 3    | Servette FC      | 5   | 6 | 1 | 2 | 3 | 4  | 13 | -9   |  | Servette FC                | 0-2 | 1-1 |     | 2-1 |
| 4    | Sheriff Tiraspol | 1   | 6 | 0 | 1 | 5 | 5  | 17 | -12  |  | Sheriff Tiraspol           | 2-3 | 1-2 | 1-1 |     |

| 1re journée                  | Servette FC                            | 0 - 2   | Slavia Prague                                          | Stade de Genève, Genève                                                        |                                                                                |
| 21 septembre 2023 18h45 CEST |                                        | (0 - 1) | 32e Masopust · 58e Ogbu                                | Spectateurs : 19 783 Arbitrage : Giorgi Kruashvili Arbitre vidéo : Pawel Pskit | Spectateurs : 19 783 Arbitrage : Giorgi Kruashvili Arbitre vidéo : Pawel Pskit |
| 21 septembre 2023 18h45 CEST | Severin 27e · Rouiller 36e · Bédia 64e | Rapport | 66e Dorley · 79e Tijani · 90+1e Provod · 90+3e Mandous | Spectateurs : 19 783 Arbitrage : Giorgi Kruashvili Arbitre vidéo : Pawel Pskit | Spectateurs : 19 783 Arbitrage : Giorgi Kruashvili Arbitre vidéo : Pawel Pskit |

| 1re journée                  | Sheriff Tiraspol                                                    | 1 - 2   | AS Rome                       | Bolshaya Sportivnaya Arena, Tiraspol                                                |                                                                                     |
| 21 septembre 2023 18h45 CEST | Tovar 57e                                                           | (0 - 1) | 45+4e (csc) Kiki · 65e Lukaku | Spectateurs : 10 711 Arbitrage : Andris Treimanis Arbitre vidéo : Christian Dingert | Spectateurs : 10 711 Arbitrage : Andris Treimanis Arbitre vidéo : Christian Dingert |
| 21 septembre 2023 18h45 CEST | Talal 45+3e · Kiki 77e · Apostolakis 90+2e · Fernandes 90+7e, 90+7e | Rapport | 56e Cristante                 | Spectateurs : 10 711 Arbitrage : Andris Treimanis Arbitre vidéo : Christian Dingert | Spectateurs : 10 711 Arbitrage : Andris Treimanis Arbitre vidéo : Christian Dingert |

| 2e journée                | AS Rome                                       | 4 - 0   | Servette FC              | Stade olympique, Rome                                                  |                                                                        |
| 5 octobre 2023 21h00 CEST | Lukaku 21e · Belotti 46e 59e · Pellegrini 52e | (1 - 0) |                          | Spectateurs : 55 764 Arbitrage : Igor Pajač Arbitre vidéo : Ivan Bebek | Spectateurs : 55 764 Arbitrage : Igor Pajač Arbitre vidéo : Ivan Bebek |
| 5 octobre 2023 21h00 CEST |                                               | Rapport | 71e Ondoua · 81e Douline | Spectateurs : 55 764 Arbitrage : Igor Pajač Arbitre vidéo : Ivan Bebek | Spectateurs : 55 764 Arbitrage : Igor Pajač Arbitre vidéo : Ivan Bebek |

| 2e journée                | Slavia Prague                                                             | 6 - 0   | Sheriff Tiraspol                   | Sinobo Stadium, Prague                                                           |                                                                                  |
| 5 octobre 2023 21h00 CEST | Chytil 4e 71e · Ogbu 7e · Garananga 39e (csc) · Schranz 47e · Douděra 58e | (3 - 0) |                                    | Spectateurs : 17 844 Arbitrage : Willy Delajod Arbitre vidéo : Pierre Gaillouste | Spectateurs : 17 844 Arbitrage : Willy Delajod Arbitre vidéo : Pierre Gaillouste |
| 5 octobre 2023 21h00 CEST |                                                                           | Rapport | 35e Tovar · 44e Kiki · 68e Mbekeli | Spectateurs : 17 844 Arbitrage : Willy Delajod Arbitre vidéo : Pierre Gaillouste | Spectateurs : 17 844 Arbitrage : Willy Delajod Arbitre vidéo : Pierre Gaillouste |

| 3e journée                 | AS Rome               | 2 - 0   | Slavia Prague | Stade olympique, Rome                                                        |                                                                              |
| 26 octobre 2023 21h00 CEST | Bove 1re · Lukaku 17e | (2 - 0) |               | Spectateurs : 64 934 Arbitrage : Espen Eskås Arbitre vidéo : Bastian Dankert | Spectateurs : 64 934 Arbitrage : Espen Eskås Arbitre vidéo : Bastian Dankert |
| 26 octobre 2023 21h00 CEST | Bove 23e · Ndicka 68e | Rapport | 27e Masopust  | Spectateurs : 64 934 Arbitrage : Espen Eskås Arbitre vidéo : Bastian Dankert | Spectateurs : 64 934 Arbitrage : Espen Eskås Arbitre vidéo : Bastian Dankert |

| 3e journée                 | Sheriff Tiraspol        | 1 - 1   | Servette FC  | Bolshaya Sportivnaya Arena, Tiraspol                                    |                                                                         |
| 26 octobre 2023 21h00 CEST | Ankeye 80e              | (0 - 1) | 41e Crivelli | Spectateurs : 2 834 Arbitrage : John Brooks Arbitre vidéo : David Coote | Spectateurs : 2 834 Arbitrage : John Brooks Arbitre vidéo : David Coote |
| 26 octobre 2023 21h00 CEST | Tovar 50e · Zohouri 75e | Rapport |              | Spectateurs : 2 834 Arbitrage : John Brooks Arbitre vidéo : David Coote | Spectateurs : 2 834 Arbitrage : John Brooks Arbitre vidéo : David Coote |

| 4e journée                 | Servette FC                       | 2 - 1   | Sheriff Tiraspol                                              | Stade de Genève, Genève                                                             |                                                                                     |
| 9 novembre 2023 18h45 CEST | Rouiller 84e · Bédia 90+3e (pen.) | (0 - 1) | 12e (csc) Severin                                             | Spectateurs : 15 822 Arbitrage : Manfredas Lukjančukas Arbitre vidéo : Clay Ruperti | Spectateurs : 15 822 Arbitrage : Manfredas Lukjančukas Arbitre vidéo : Clay Ruperti |
| 9 novembre 2023 18h45 CEST | Severin 69e · Bédia 90+5e         | Rapport | 37e Badolo · 79e, 90e Zohouri · 90e, 90+8e Kiki · 90+8e Koval | Spectateurs : 15 822 Arbitrage : Manfredas Lukjančukas Arbitre vidéo : Clay Ruperti | Spectateurs : 15 822 Arbitrage : Manfredas Lukjančukas Arbitre vidéo : Clay Ruperti |

| 4e journée                 | Slavia Prague              | 2 - 0   | AS Rome                    | Sinobo Stadium, Prague                                                             |                                                                                    |
| 9 novembre 2023 18h45 CEST | Jurečka 50e · Masopust 74e | (0 - 0) |                            | Spectateurs : 19 265 Arbitrage : François Letexier Arbitre vidéo : Nejc Kajtazovic | Spectateurs : 19 265 Arbitrage : François Letexier Arbitre vidéo : Nejc Kajtazovic |
| 9 novembre 2023 18h45 CEST | Ševčík 83e                 | Rapport | 44e Paredes · 90+5e Ndicka | Spectateurs : 19 265 Arbitrage : François Letexier Arbitre vidéo : Nejc Kajtazovic | Spectateurs : 19 265 Arbitrage : François Letexier Arbitre vidéo : Nejc Kajtazovic |

| 5e journée                  | Servette FC                             | 1 - 1   | AS Rome                                      | Stade de Genève, Genève                                                       |                                                                               |
| 30 novembre 2023 21h00 CEST | Bédia 50e                               | (0 - 1) | 21e Lukaku                                   | Spectateurs : 28 534 Arbitrage : Daniel Stefanski Arbitre vidéo : Piotr Lasyk | Spectateurs : 28 534 Arbitrage : Daniel Stefanski Arbitre vidéo : Piotr Lasyk |
| 30 novembre 2023 21h00 CEST | Cognat 44e · Antunes 75e · Rouiller 84e | Rapport | 66e Cristante · 90+1e Ndicka · 90+6e Belotti | Spectateurs : 28 534 Arbitrage : Daniel Stefanski Arbitre vidéo : Piotr Lasyk | Spectateurs : 28 534 Arbitrage : Daniel Stefanski Arbitre vidéo : Piotr Lasyk |

| 5e journée                  | Sheriff Tiraspol                                            | 2 - 3   | Slavia Prague                                    | Bolshaya Sportivnaya Arena, Tiraspol                                                 |                                                                                      |
| 30 novembre 2023 21h00 CEST | Tovar 45+3e · Mbekeli 56e                                   | (1 - 1) | 19e Jurečka · 78e Zafeiris · 90+5e (pen.) Tijani | Spectateurs : 1 520 Arbitrage : Christian-Petru Ciochirca Arbitre vidéo : Alan Kijas | Spectateurs : 1 520 Arbitrage : Christian-Petru Ciochirca Arbitre vidéo : Alan Kijas |
| 30 novembre 2023 21h00 CEST | Apostolakis 33e · Talal 67e · Badolo 83e · Artunduaga 90+3e | Rapport | 45+2e Dumitrescu · 83e Tijani                    | Spectateurs : 1 520 Arbitrage : Christian-Petru Ciochirca Arbitre vidéo : Alan Kijas | Spectateurs : 1 520 Arbitrage : Christian-Petru Ciochirca Arbitre vidéo : Alan Kijas |

| 6e journée                  | AS Rome                                  | 3 - 0   | Sheriff Tiraspol           | Stade olympique, Rome                                                         |                                                                               |
| 14 décembre 2023 18h45 CEST | Lukaku 11e · Belotti 32e · Pisilli 90+3e | (2 - 0) |                            | Spectateurs : 47 803 Arbitrage : Jérôme Brisard Arbitre vidéo : Benoît Millot | Spectateurs : 47 803 Arbitrage : Jérôme Brisard Arbitre vidéo : Benoît Millot |
| 14 décembre 2023 18h45 CEST | Bove 77e                                 | Rapport | 24e Talal · 61e Ricardinho | Spectateurs : 47 803 Arbitrage : Jérôme Brisard Arbitre vidéo : Benoît Millot | Spectateurs : 47 803 Arbitrage : Jérôme Brisard Arbitre vidéo : Benoît Millot |

| 6e journée                  | Slavia Prague                                | 4 - 0   | Servette FC               | Sinobo Stadium, Prague                                                         |                                                                                |
| 14 décembre 2023 18h45 CEST | Douděra 15e · Schranz 25e · Chytil 30e 45+1e | (4 - 0) |                           | Spectateurs : 18 380 Arbitrage : Nicholas Walsh Arbitre vidéo : Chris Kavanagh | Spectateurs : 18 380 Arbitrage : Nicholas Walsh Arbitre vidéo : Chris Kavanagh |
| 14 décembre 2023 18h45 CEST |                                              | Rapport | 22e Diba · 37e Stevanović | Spectateurs : 18 380 Arbitrage : Nicholas Walsh Arbitre vidéo : Chris Kavanagh | Spectateurs : 18 380 Arbitrage : Nicholas Walsh Arbitre vidéo : Chris Kavanagh |

#### Groupe H
| Rang | Équipe           | Pts | J | G | N | P | Bp | Bc | Diff |  | Résultats (▼ dom., ► ext.) |     |     |     |     |
| ---- | ---------------- | --- | - | - | - | - | -- | -- | ---- |  | -------------------------- | --- | --- | --- | --- |
| 1    | Bayer Leverkusen | 18  | 6 | 6 | 0 | 0 | 19 | 3  | +16  |  | Bayer Leverkusen           |     | 5-1 | 5-1 | 4-0 |
| 2    | Qarabağ FK       | 10  | 6 | 3 | 1 | 2 | 7  | 9  | -2   |  | Qarabağ FK                 | 0-1 |     | 1-0 | 2-1 |
| 3    | Molde FK         | 7   | 6 | 2 | 1 | 3 | 12 | 12 | 0    |  | Molde FK                   | 1-2 | 2-2 |     | 5-1 |
| 4    | BK Häcken        | 0   | 6 | 0 | 0 | 6 | 3  | 17 | -14  |  | BK Häcken                  | 0-2 | 0-1 | 1-3 |     |

| 1re journée                  | Bayer Leverkusen                                  | 4 - 0   | BK Häcken | BayArena, Leverkusen                                                                       |                                                                                            |
| 21 septembre 2023 18h45 CEST | Wirtz 10e · Adli 16e · Boniface 66e · Hofmann 70e | (2 - 0) |           | Spectateurs : 25 402 Arbitrage : Manfredas Lukjančukas Arbitre vidéo : Massimiliano Irrati | Spectateurs : 25 402 Arbitrage : Manfredas Lukjančukas Arbitre vidéo : Massimiliano Irrati |
| 21 septembre 2023 18h45 CEST | Tapsoba 30e                                       | Rapport |           | Spectateurs : 25 402 Arbitrage : Manfredas Lukjančukas Arbitre vidéo : Massimiliano Irrati | Spectateurs : 25 402 Arbitrage : Manfredas Lukjančukas Arbitre vidéo : Massimiliano Irrati |

| 1re journée                  | Qarabağ FK                              | 1 - 0   | Molde FK                                                | Stade Tofiq-Béhramov, Bakou                                                 |                                                                             |
| 21 septembre 2023 18h45 CEST | Andrade 55e                             | (0 - 0) |                                                         | Spectateurs : 26 500 Arbitrage : John Beaton Arbitre vidéo : Nicholas Walsh | Spectateurs : 26 500 Arbitrage : John Beaton Arbitre vidéo : Nicholas Walsh |
| 21 septembre 2023 18h45 CEST | Janković 84e · Medina 89e · Romão 90+1e | Rapport | 20e Breivik · 35e Ellingsen · 47e Kaasa · 90+7e Eriksen | Spectateurs : 26 500 Arbitrage : John Beaton Arbitre vidéo : Nicholas Walsh | Spectateurs : 26 500 Arbitrage : John Beaton Arbitre vidéo : Nicholas Walsh |

| 2e journée                | Molde FK                | 1 - 2   | Bayer Leverkusen         | Aker Stadion, Molde                                                                       |                                                                                           |
| 5 octobre 2023 21h00 CEST | Breivik 87e             | (0 - 2) | 14e Frimpong · 18e Tella | Spectateurs : 8 190 Arbitrage : Anastasios Papapetrou Arbitre vidéo : Evangelos Manouchos | Spectateurs : 8 190 Arbitrage : Anastasios Papapetrou Arbitre vidéo : Evangelos Manouchos |
| 5 octobre 2023 21h00 CEST | Eriksen 42e · Løvik 67e | Rapport |                          | Spectateurs : 8 190 Arbitrage : Anastasios Papapetrou Arbitre vidéo : Evangelos Manouchos | Spectateurs : 8 190 Arbitrage : Anastasios Papapetrou Arbitre vidéo : Evangelos Manouchos |

| 2e journée                | BK Häcken     | 0 - 1   | Qarabağ FK                 | Ullevi, Göteborg                                                                             |                                                                                              |
| 5 octobre 2023 21h00 CEST |               | (0 - 0) | 70e Juninho                | Spectateurs : 8 124 Arbitrage : Sebastian Gishamer Arbitre vidéo : Christian-Petru Ciochirca | Spectateurs : 8 124 Arbitrage : Sebastian Gishamer Arbitre vidéo : Christian-Petru Ciochirca |
| 5 octobre 2023 21h00 CEST | Gustafson 89e | Rapport | 29e Janković · 84e Andrade | Spectateurs : 8 124 Arbitrage : Sebastian Gishamer Arbitre vidéo : Christian-Petru Ciochirca | Spectateurs : 8 124 Arbitrage : Sebastian Gishamer Arbitre vidéo : Christian-Petru Ciochirca |

| 3e journée                 | Molde FK                                                       | 5 - 1   | BK Häcken | Aker Stadion, Molde                                                     |                                                                         |
| 26 octobre 2023 18h45 CEST | Gulbrandsen 6e · Eikrem 27e 55e · Breivik 30e · Bjørnbak 90+3e | (3 - 1) | 21e Sonko | Spectateurs : 5 870 Arbitrage : Urs Schnyder Arbitre vidéo : Fedayi San | Spectateurs : 5 870 Arbitrage : Urs Schnyder Arbitre vidéo : Fedayi San |
| 26 octobre 2023 18h45 CEST | Eikrem 45+2e                                                   | Rapport |           | Spectateurs : 5 870 Arbitrage : Urs Schnyder Arbitre vidéo : Fedayi San | Spectateurs : 5 870 Arbitrage : Urs Schnyder Arbitre vidéo : Fedayi San |

| 3e journée                 | Bayer Leverkusen                                         | 5 - 1   | Qarabağ FK                                   | BayArena, Leverkusen                                                          |                                                                               |
| 26 octobre 2023 21h00 CEST | Wirtz 4e · Grimaldo 29e 54e · Boniface 35e · Tapsoba 57e | (3 - 1) | 16e (pen.) Bayramov                          | Spectateurs : 29 039 Arbitrage : Horațiu Feșnic Arbitre vidéo : Tiago Martins | Spectateurs : 29 039 Arbitrage : Horațiu Feșnic Arbitre vidéo : Tiago Martins |
| 26 octobre 2023 21h00 CEST | Wirtz 15e · Andrich 43e                                  | Rapport | 19e Andrade · 45+1e Romão · 77e Cafarquliyev | Spectateurs : 29 039 Arbitrage : Horațiu Feșnic Arbitre vidéo : Tiago Martins | Spectateurs : 29 039 Arbitrage : Horațiu Feșnic Arbitre vidéo : Tiago Martins |

| 4e journée                 | Qarabağ FK                                                      | 0 - 1   | Bayer Leverkusen                    | Stade Tofiq-Béhramov, Bakou                                                  |                                                                              |
| 9 novembre 2023 18h45 CEST |                                                                 | (0 - 0) | 90+4e (pen.) Boniface               | Spectateurs : 30 055 Arbitrage : Craig Pawson Arbitre vidéo : Jarred Gillett | Spectateurs : 30 055 Arbitrage : Craig Pawson Arbitre vidéo : Jarred Gillett |
| 9 novembre 2023 18h45 CEST | Medina 25e · Vešović 35e · Gugeshashvili 90+3e · Bayramov 90+7e | Rapport | 68e Wirtz · 69e Hofmann · 69e Xhaka | Spectateurs : 30 055 Arbitrage : Craig Pawson Arbitre vidéo : Jarred Gillett | Spectateurs : 30 055 Arbitrage : Craig Pawson Arbitre vidéo : Jarred Gillett |

| 4e journée                 | BK Häcken                   | 1 - 3   | Molde FK                          | Ullevi, Göteborg                                                               |                                                                                |
| 9 novembre 2023 21h00 CEST | Hrstić 65e                  | (0 - 2) | 16e Gulbrandsen · 24e 86e Eriksen | Spectateurs : 5 106 Arbitrage : Donald Robertson Arbitre vidéo : Andrew Dallas | Spectateurs : 5 106 Arbitrage : Donald Robertson Arbitre vidéo : Andrew Dallas |
| 9 novembre 2023 21h00 CEST | Amane 51e · Gustafson 90+4e | Rapport |                                   | Spectateurs : 5 106 Arbitrage : Donald Robertson Arbitre vidéo : Andrew Dallas | Spectateurs : 5 106 Arbitrage : Donald Robertson Arbitre vidéo : Andrew Dallas |

| 5e journée                  | Molde FK                            | 2 - 2   | Qarabağ FK                              | Aker Stadion, Molde                                                           |                                                                               |
| 30 novembre 2023 21h00 CEST | Eriksen 82e 87e                     | (0 - 1) | 11e Juninho · 90+5e Mustafazada         | Spectateurs : 5 291 Arbitrage : Erik Lambrechts Arbitre vidéo : Benoît Millot | Spectateurs : 5 291 Arbitrage : Erik Lambrechts Arbitre vidéo : Benoît Millot |
| 30 novembre 2023 21h00 CEST | Grødem 36e · Løvik 43e · Eikrem 61e | Rapport | 66e Andrade · 76e Medina · 90+7e Xhixha | Spectateurs : 5 291 Arbitrage : Erik Lambrechts Arbitre vidéo : Benoît Millot | Spectateurs : 5 291 Arbitrage : Erik Lambrechts Arbitre vidéo : Benoît Millot |

| 5e journée                  | BK Häcken | 0 - 2   | Bayer Leverkusen          | Ullevi, Göteborg                                                                          |                                                                                           |
| 30 novembre 2023 21h00 CEST |           | (0 - 1) | 14e Boniface · 74e Schick | Spectateurs : 11 234 Arbitrage : Julian Weinberger Arbitre vidéo : Manuel Schuettengruber | Spectateurs : 11 234 Arbitrage : Julian Weinberger Arbitre vidéo : Manuel Schuettengruber |
| 30 novembre 2023 21h00 CEST |           | Rapport | 25e Boniface              | Spectateurs : 11 234 Arbitrage : Julian Weinberger Arbitre vidéo : Manuel Schuettengruber | Spectateurs : 11 234 Arbitrage : Julian Weinberger Arbitre vidéo : Manuel Schuettengruber |

| 6e journée                  | Bayer Leverkusen                                                        | 5 - 1   | Molde FK     | BayArena, Leverkusen                                                      |                                                                           |
| 14 décembre 2023 18h45 CEST | Schick 6e · Tapsoba 22e · Ellingsen 25e (csc) · Hložek 60e · Mbamba 70e | (3 - 0) | 75e Kitolano | Spectateurs : 28 504 Arbitrage : Robert Jones Arbitre vidéo : David Coote | Spectateurs : 28 504 Arbitrage : Robert Jones Arbitre vidéo : David Coote |
| 14 décembre 2023 18h45 CEST | Tah 42e · Grimaldo 78e                                                  | Rapport |              | Spectateurs : 28 504 Arbitrage : Robert Jones Arbitre vidéo : David Coote | Spectateurs : 28 504 Arbitrage : Robert Jones Arbitre vidéo : David Coote |

| 6e journée                  | Qarabağ FK                 | 2 - 1   | BK Häcken               | Stade Tofiq-Béhramov, Bakou                                                 |                                                                             |
| 14 décembre 2023 18h45 CEST | Andrade 1re · Benzia 45+3e | (2 - 0) | 90+4e (csc) Guseynov    | Spectateurs : 28 515 Arbitrage : Juxhin Xhaja Arbitre vidéo : Luca Pairetto | Spectateurs : 28 515 Arbitrage : Juxhin Xhaja Arbitre vidéo : Luca Pairetto |
| 14 décembre 2023 18h45 CEST | Vešović 56e                | Rapport | 22e Hovland · 67e Sonko | Spectateurs : 28 515 Arbitrage : Juxhin Xhaja Arbitre vidéo : Luca Pairetto | Spectateurs : 28 515 Arbitrage : Juxhin Xhaja Arbitre vidéo : Luca Pairetto |